# Strandvik och Åsviken
Strandvik och Åsviken är en bebyggelse vid Vänerns strand i Ölme socken Kristinehamns kommun. Före 2000 avgränsade SCB här en småort omfattande den östra delen av bebyggelsen som benämndes Åsviken och Lundsholm. Från 2015 avgränsar SCB här åter en småort.